# 幟 (日本)

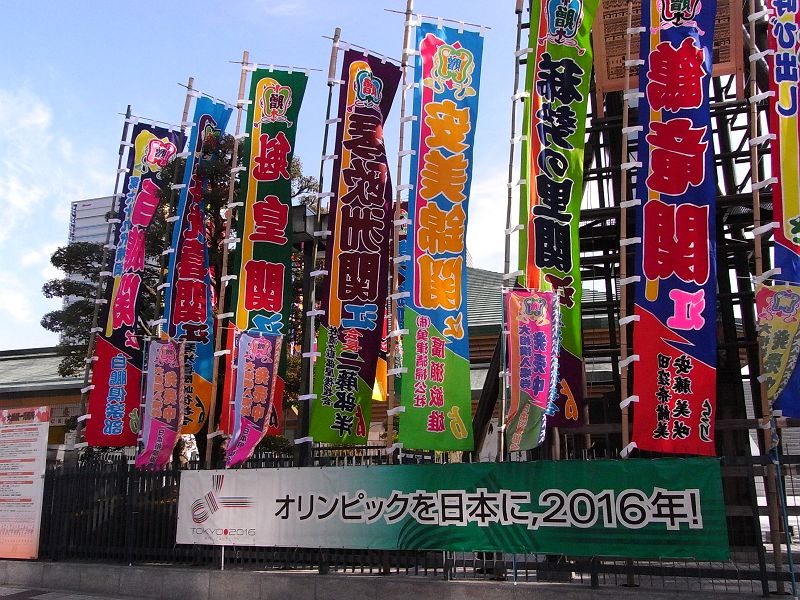
日本两国国技馆展示的各种宣传旗

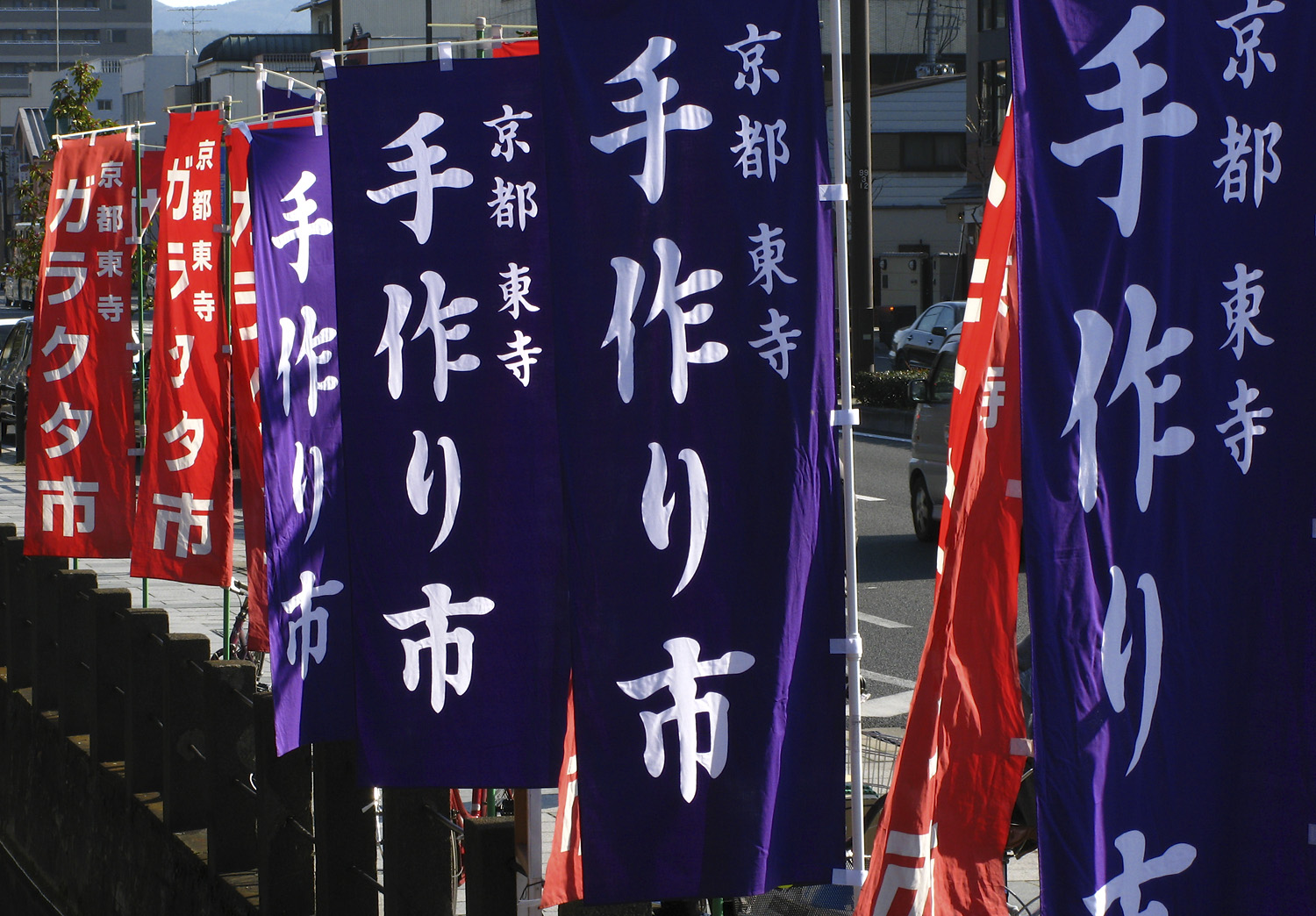
京都东寺的帜旗

帜（日语：／），漢語常稱為關東旗、武士旗、桃太郎旗，是日本特有的一种竖式旗幡，顾名思义是一条宽大于长的竖式长方形布料，通过横片系在旗杆上，旗杆采用Γ的形状。

## 历史
日本的帜旗可追溯于战国时代，当时的武士为区分自己的部队与敌军，在参战武士的后背插上一根马印。马印的图案各种各样，有类似风筝、钟、锣、伞、拖缆等形状。后来马印演变为旗印，再后来演变成目前的帜旗，武士通常在帜旗上面印有所属部队的家纹以示区别。

## 现代
现代的日本帜旗已演变为广告、政治宣传、商业活动、宗教信仰、指挥现场等各种活动的必备宣传品。在日本，餐饮店（尤其是日本料理店）常常会在门口挂出许多帜旗招揽顾客。